# Münsterland Giro 2016
Il Münsterland Giro 2016, ufficialmente Sparkassen Münsterland Giro per motivi di sponsorizzazione, undicesima edizione della corsa, valevole come evento dell'UCI Europe Tour 2016 categoria 1.HC, si svolse il 3 ottobre 2016 su un percorso di 208 km, con partenza da Gronau e arrivo a Münster, in Germania. La vittoria fu appannaggio del tedesco John Degenkolb, che giunse al traguardo in 4h 50' 52" alla media di 42,906 km/h precedendo il belga Roy Jans e il connazionale Pascal Ackermann.
Al traguardo di Münster 117 ciclisti, dei 163 partiti da Gronau, portarono a termine la competizione.

## Squadre e corridori partecipanti
| N.      | Cod. | Squadra                     |
| ------- | ---- | --------------------------- |
| 1-8     | EQS  | Etixx-Quick Step            |
| 11-18   | LTS  | Lotto-Soudal                |
| 21-28   | TGA  | Team Giant-Alpecin          |
| 31-38   | DDD  | Team Dimension Data         |
| 41-48   | BOA  | Bora-Argon 18               |
| 51-58   | SSG  | Stölting Service Group      |
| 61-68   | TSV  | Topsport Vlaanderen-Baloise |
| 71-76   | WGG  | Wanty-Groupe Gobert         |
| 81-88   | ONE  | ONE Pro Cycling             |
| 91-98   | CCC  | CCC Sprandi Polkowice       |
| 101-108 | VAT  | Verva ActiveJet             |

| N.      | Cod. | Squadra                       |
| ------- | ---- | ----------------------------- |
| 111-118 | ROT  | Team Roth                     |
| 121-128 | TNN  | Team Novo Nordisk             |
| 131-138 | RNR  | rad-net Rose Team             |
| 141-148 | BAI  | Stradalli-Bike Aid            |
| 152-156 | CJC  | Christina Jewelry Pro Cycling |
| 161-168 | THF  | Team Heizomat                 |
| 171-178 | TRS  | Team Kuota-Lotto              |
| 181-188 | SVL  | Team Sauerland                |
| 192-198 | LKT  | LKT Team Brandenburg          |
| 201-208 | CRV  | Crelan-Vastgoedservice        |
| 211-218 | MET  | Metec-TKH                     |

## Ordine d'arrivo (Top 10)
| Pos. | Corridore          | Squadra      | Tempo    |
| ---- | ------------------ | ------------ | -------- |
| 1    | John Degenkolb     | Giant        | 4h50'52" |
| 2    | Roy Jans           | Wanty        | s.t.     |
| 3    | Pascal Ackermann   | rad-net      | s.t.     |
| 4    | Matteo Trentin     | Etixx        | s.t.     |
| 5    | Dion Smith         | ONE          | s.t.     |
| 6    | Alan Banaszek      | CCC          | s.t.     |
| 7    | Phil Bauhaus       | Bora         | s.t.     |
| 8    | Gianni Meersman    | Etixx        | s.t.     |
| 9    | Robin Stenuit      | Wanty        | s.t.     |
| 10   | Bert Van Lerberghe | Topsport Vl. | s.t.     |